# Lista localităților din Guiana

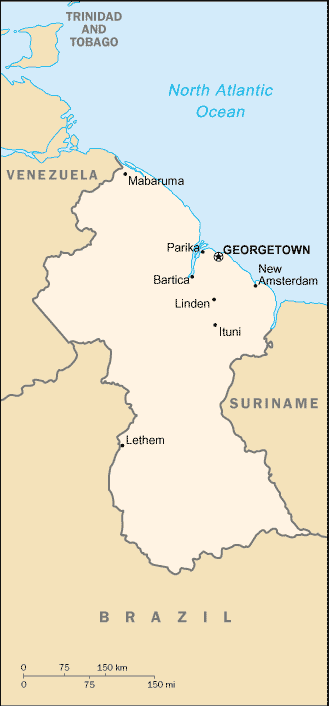
Harta statului Guiana

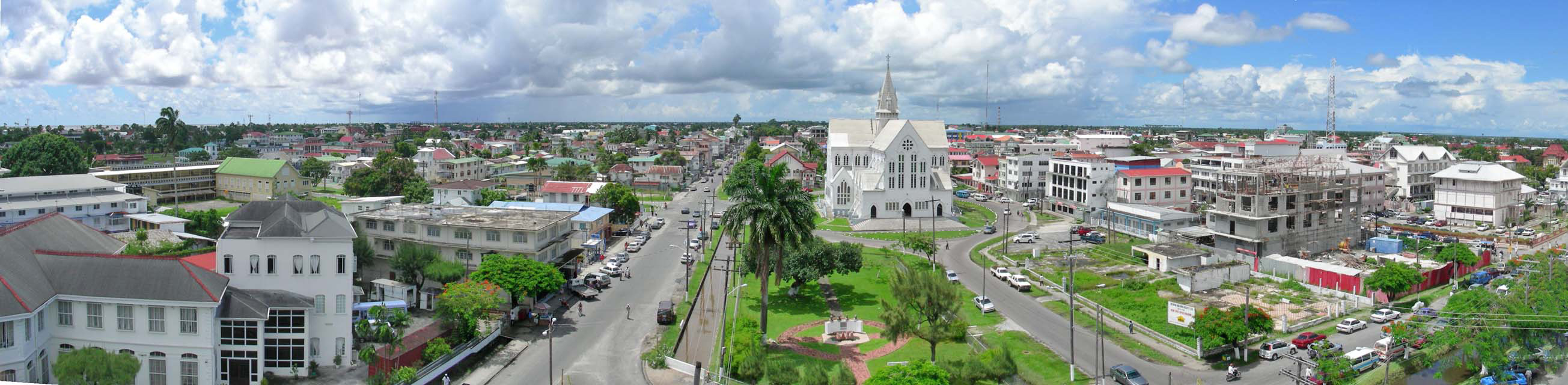
Georgetown, capitala a Guianei

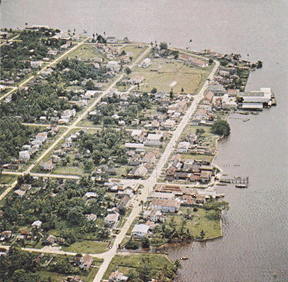
Bartica

Acestă listă prezintă orașele și satele din Guiana.

## Orașe
- Georgetown - capitală
- Anna Regina
- Bartica
- Corriverton
- Lethem
- Linden
- New Amsterdam
- Rose Hall, Guyana
- Skeldon
- Vreed en Hoop

## Sate
- Adventure
- Aishalton
- Annai
- Ann's Grove
- Apoteri
- Arakaka
- Arimu Mine
- Baramita
- Biloku
- Blairmont
- Burma
- Bush lot, West Coast Berbice
- Buxton
- Berbice
- Black Bush
- Charity
- Chateau Margot, East Coast Demerara
- Chinese Landing
- Enmore
- Enterprise
- Everton
- Fort Washington
- Golden Grove, Guyana
- Good Hope
- Great Diamond
- Helena
- Holmia
- Hope
- Hosororo
- Hyde Park
- Imbaimadai
- Isherton
- Issano
- Isseneru
- Ithaca
- Kalkuni
- Kamarang
- Kamikusa
- Kangaruma
- Kartuni
- Keweigek
- Koriabo
- Kurupakari
- Kwakwani
- La Grange
- Leonora
- Le Ressouvenir, East Coast Demerara
- Mabaruma
- Mabura
- Mahdia
- Makouria
- Mara
- Matthew's Ridge
- Montrose
- Morawhanna
- Moruca
- New Found Out
- Non Pariel
- Orealla
- Orinduik
- Parika
- Peters Mine
- Pickersgill
- Port Kaituma
- Port Mourant
- Potaro Landing
- Rewa
- Rockstone
- Rose Hall
- Saveretik
- Schoon Ord
- Spring Garden
- St. Cuthbert's Mission
- Success Housing Scheme, East Coast Demerara
- Suddie
- Surama
- Takama
- Three Friends
- Towakaima
- Tumatumari
- Tumereng
- Uitvlugt
- Wandaik
- Wichabai
- Windsor Forest
- Zeeburg
- Zeelugt
- Liliendaal

Format:Subiecte Guiana